# Ben-Ghou-Bey
Leon Goubet, más conocido como Ben-Ghou-Bey (La Verpillière (Francia), 23 de abril de 1931-Asunción (Paraguay), 20 de diciembre de 1990) fue un faquir francés, campeón del mundo de faquirismo el 30 de marzo de 1964 en Niza.

## Biografía
Nacido cerca de Lyon, se convirtió en un joven faquir y viajó por el mundo durante más de 30 años, con números de transfixion, ahorcamiento, crucifijos y entierros vivos.
En 1979, Wolfgang Larbig, un médico alemán, escribió un libro, SCHMERZ, sobre el dolor y las experiencias que había realizado Ben-Ghou-Bey.
Terminó su vida en Paraguay, donde murió de una hemorragia meníngea.

## Récords
Ben-Ghou-Bey tiene varios récords:
- Tener la lengua clavada en una plancha durante 4 días ;
- Fue crucificado 700 veces durante su carrera ;
- Ser enterrado vivo durante media hora, en 1963 en Niza ;

## En la cultura popular

### En el cine
- Paris Interdit (1969) de Jean-Louis Van Belle: él mismo.[4][5]

### En la literatura
- Un capítulo entero (biográfico) está dedicado a él en el libro Les mystères les plus fous de France (Los misterios más locos de Francia) por Hubert Delobette publicado por Le Papillon Rouge.[6]
- El periodista y escritor Jean-Luc Coatalem recurre libremente a la vida de Ben-Ghou-Bey para escribir su libro, El hijo del faquir.